# Putoranite
La putoranite è un minerale.